# Émilie Simon (musikalbum)
Émilie Simon är det självbetitlade debutalbumet av den franska artisten Émilie Simon, utgivet den 27 maj 2003 på skivbolaget Barclay.  Det elektroniska albumet hyllades av kritikerna och kom att bli en kommersiell framgång. Albumet vann även pris för "Victoire de la musique" (den franska motsvarigheten till en Grammis) för årets bästa elektroniska album 2004. Det nådde som högst plats 47 på den franska albumlistan.
Albumet är producerat av Simon helt på egen hand.

## Låtlista
Alla låtar är skrivna av Émilie Simon där inget annat anges.
1. "Désert" -  3:04
2. "Lise" - 3:54
3. "Secret" - 3:56
4. "Il Pleut" - 3:28
5. "I Wanna Be Your Dog" (The Stooges-cover) - 2:40
6. "To the Dancers in the Rain" - 2:42
7. "Dernier Lit" - 3:04
8. "Graines D’Étoiles" (med Perry Blake) (Émilie Simon/Perry Blake) - 3:00
9. "Flowers" - 2:33
10. "Vu D’Ici" - 3:47
11. "Blue Light" - 3:03
12. "Chanson de Toile" - 4:02

### Bonusskiva
Utgiven i begränsat antal på Barclay 2003 tillsammans med originallåtlistan (katalognummer 065780-2).
1. "Desert" (English version) - 3:03
2. "Solène" - 3:25
3. "Femme Fatale" (med Tim Keegan) (The Velvet Underground-cover) - 3:55
4. "Desert (Avril Puzzle Mix)" - 5:04

## Medverkande
- Émilie Simon - sång, producent, inspelning, programmering, arrangemang
- Sylvain Taillet - exekutiv producent
- Pierre Begon-Lours - inspelning
- Seb - inspelning (sång)
- Guy Simon - inspelning (ackord, tvärflöjt, trummor, piano)
- J.C. - mastering
- Markus Dravs - mixning
- Paf! Le Chien - skivomslag, fotografi

## Listplaceringar
| Lista (2003) | Topplacering |
| ------------ | ------------ |
| Frankrike    | 47           |